# Monte Temehani
Il monte Temehani (mont Temehani in francese) è la montagna dell'isola di Raiatea, appartenente all'arcipelago delle Isole Sottovento in Polinesia francese. Il rilievo è costituito da due altipiani culminanti nella punta Tefatoaiti, anche chiamata Tefatua, alta 1 017 metri.
La montagna riveste una duplice importanza in Polinesia francese in quanto ospita una ricca flora endemica simboleggiata dal Tiare Apetahi (Apetahia raiateensis), specie protetta a rischio d'estinzione, e in quanto la sua ascensione è culturalmente sentita come iniziatica dagli abitanti.